# ジョレールモン・ストリート・トンネル
ジョレールモン・ストリート・トンネル (Joralemon Street Tunnel)、かつてはブルックリン-バッテリートンネル (Brooklyn-Battery Tunnel) と呼ばれたトンネルは、ニューヨーク市マンハッタン区ボウリング・グリーン付近のステート・ストリート地下からイースト川を潜り対岸のブルックリン区ジョレールモン・ストリート地下までを結ぶニューヨーク市地下鉄IRTレキシントン・アベニュー線の鉄道トンネルである。4系統が終日、5系統が週末と深夜帯を除く終日通過しており、ブルックリン区に入るとIRTイースタン・パークウェイ線となる。このトンネルはマンハッタン区とブルックリン区を結ぶ最初の水底鉄道トンネルであり、建設は1903年から1907年にかけて行われた。

## 歴史
トンネルはシールド工法で建設され、南北線でトンネルが独立しており2,170フィート（661メートル）のトンネル2本から構成されている。建設にあたっては建設中に構造上の問題が発覚し大部分を再建する事態が発生したほか、1905年3月28日には圧気工法での掘削にあたっての安全が確保できておらず、加圧に耐え切れなくなったトンネル周囲の泥がイースト川に向かって噴発、川の水と混ざり濁った水が水面から約40フィート（12メートル）の高さまで吹き上がる事故が発生した。このほか、トンネル建設にあわせて58ジョレールモン・ストリートがIRT地下鉄の非常脱出口兼換気施設にされた。また、後にホランド・トンネルの主任エンジニアとして建設に携わりその名称にもなっているクリフォード・ミルバーン・ホランドが、ジョレールモン・ストリート・トンネルのアシスタントエンジニアとなっていた。トンネルは1908年1月9日に開通、1番列車は同日午前12時45分にマンハッタン区からブルックリン区へと通過した。
1984年3月17日、トンネルを通過中であった列車が改修工事が行われていた線路に進入、脱線した。当該列車には約1500人の乗客が乗車していたが、1人も死者や重傷者は出ず軽傷者のみであった。事故は夕ラッシュの真っ最中に発生したため多くの乗客に影響を与えた。
2012年10月29日にアメリカ東海岸を襲ったハリケーン・サンディは当トンネルを含むイースト川を横断するニューヨーク市地下鉄の7つのトンネルを浸水させる被害をもたらした。ジョレールモン・ストリート・トンネルとラトガース・ストリート・トンネルは被災した7トンネルの中で最も混雑する路線の一部であったことから、MTAはこの2つのトンネルを速やかに復旧する必要があった。トンネル内の水は10月31日に排水が終了し、コンソリデーテッド・エジソン社による電気配線の検査が行われた。トンネルは11月3日に復旧し、午前10時より列車の通過が再開された。